# Télescope solaire Richard B. Dunn
Le Télescope solaire Richard B. Dunn est un télescope solaire, situé à l'Observatoire solaire de Sunspot (en) à Sacramento Peak (en), localité du Nouveau-Mexique, aux États-Unis.

## Historique
Le télescope est construit à l'origine en 1969 par l'US Air Force, sous le nom de Vacuum Tower Telescope. Après plusieurs années au service des militaires, son exploitation revient au National Solar Observatory (NSO) en 1976, menant une carrière scientifique prospère, si bien qu'en 1998, le complexe prend le nom de Richard B. Dunn en en l'honneur de l'astronome qui a dirigé sa construction. En 2017, l'Université d'État du Nouveau-Mexique met en œuvre un plan de remise à niveau du télescope menant à la constitution du Sunspot Solar Observatory Consortium chargé de l'exploitation du télescope depuis fin 2017.

## Caractéristiques techniques
L'observatoire se compose d'une tour de 41 mètres de haut, au sommet de laquelle se trouve l'héliostat. De là, la lumière est acheminée sur près de 60 m sous le niveau du sol qui, une fois arrivée au miroir principal, se voit réfléchie vers l'une des six ouvertures au niveau du sol. Pour éviter les distorsions lumineuses causées par l'air, l'ensemble optique est placé sous vide et, avec les instruments, sont installés sur une plate-forme rotative pesant 350 tonnes, en flottaison sur plus de 560 litres de mercure.

## Instrumentation

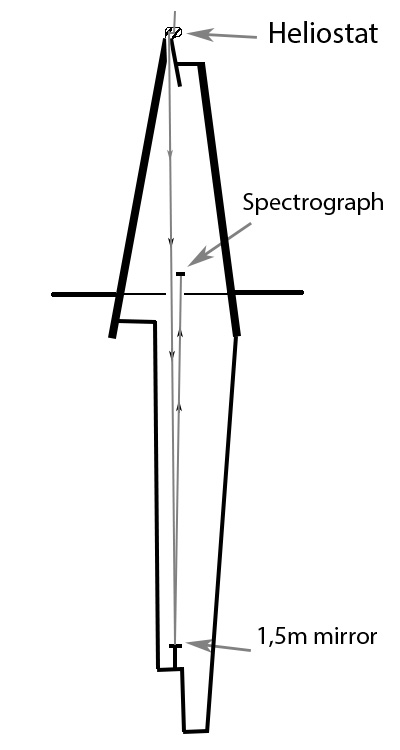
Télescope Richard B.Dunn (schéma)

### IBIS
IBIS (Interferometric BIdimensional Spectropolarimeter). Il s'agit d'un spectropolarimètre à double interféromètre à haute fréquence, c'est-à-dire qu'il peut obtenir des images du soleil à une longueur d'onde assez basse. L'instrument effectue des balayages rapides et fiables des raies spectrales à des longueurs d'onde comprises entre 550 nm et 860 nm, permettant une observation détaillée de la photosphère et de la chromosphère. L'instrument est fourni par les institutions italiennes de l'Istituto nazionale di astrofisica et de l'Osservatorio astrofisico d'Arcetri.

### ROSA
ROSA (Rapid Oscillations in the Solar Atmosphere) se compose de six caméras de longueurs d'onde différentes, atteignant une résolution sur un échelon entre 84 et 158 km. L"instrument provient de l'Université Queen's de Belfast.

### FIRS
FIRS (Facility InfraRed Spectropolarimeter) est un spectropolarimètre conçu pour des observations simultanées dans le visible et l'infrarouge, utile par exemple dans les études de l'hélium et du fer. Il a été fourni par l'Institut d'astronomie de l'Université d'Hawaï.

### SPINOR
SPINOR (Spectrro-Polarimeter for INfrared and Optical Regions) : il s'agit d'un spectropolarimètre composé de quatre caméras synchronisées différentes, observant une grande partie du visible et de l'infrarouge.